# Christian Doppler
Christian Doppler, punim imenom Christian Johann Doppler (Salzburg, 29. studenog 1803. - Venecija, 17. ožujka 1853.), austrijski fizičar i matematičar. Profesor fizike u Chemnitzu i Beču. Objavio radove iz astronomije, analitičke geometrije, akustike, elektriciteta i optike. Godine 1842. objavio je raspravu O obojenoj svjetlosti dvostrukih zvijezda (njem. Über das farbige Licht der Doppelsterne), u kojoj je obradio pojavu koja nosi njegovo ime.

## Dopplerov učinak
Dopplerov učinak ili Dopplerov efekt je promjena frekvencije valova pri relativnom gibanju njihova izvora ili promatrača. Opaža se kod svakoga valnoga gibanja kao povećanje, odnosno smanjenje frekvencije kada se izvor valova i promatrač međusobno približavaju, odnosno udaljavaju. Umjesto frekvencije izvora f0, opaža se frekvencija f:
{\displaystyle f=\left({\frac {c+v_{\text{r}}}{c+v_{\text{s}}}}\right)f_{0}\,}
gdje je:
{\displaystyle c\;} - brzina valova u sredstvu (na primjer u zraku);
{\displaystyle v_{\text{r}}\,} -relativna brzina promatrača; pozitivna ako se promatrač približava prema izvoru (negativna za udaljavanje);
{\displaystyle v_{\text{s}}\,} - relativna brzina izvora; pozitivna ako se izvor približava prema promatraču (negativna za udaljavanje).
Kod zvučnih valova Dopplerov učinak opaža se kao povišenje ili sniženje tona: na primjer ton raznih vozila čini se viši za vrijeme približavanja a niži prilikom udaljavanja. Kod svjetlosnih valova spektralne linije pomaknute su prema ljubičastomu dijelu spektra ako se izvor približava (plavi pomak), a prema crvenome (crveni pomak) ako se udaljava. Prema teoriji relativnosti u tom slučaju vrijedi: 
{\displaystyle f=f_{0}\cdot {\sqrt {1-v^{2}/c^{2}\,}}\cdot (1+{\frac {v\cdot \cos \alpha }{c}})}
gdje je: c - brzina svjetlosti, a α - kut izvora prema promatraču: α = 90° kod transverzalnoga gibanja, pa se to naziva transverzalni (poprečni) Dopplerov učinak. U astronomiji se primjenom Dopplerova učinka mjeri brzina radijalnoga gibanja nebeskih tijela (na primjer male promjene brzine zvijezda pod utjecajem planeta, brzine gibanja galaktika) ili njihovih dijelova (brzina rotacije, brzina pulsiranja). U prometu se s pomoću Dopplerova učinka i radara može odrediti brzina kretanja vozila; u medicini, brzina protoka krvi (ehosonografija).

### Crveni pomak
Crveni pomak je pomak spektralnih linija svjetlosti (povećanje valnih duljina) prema crvenom dijelu spektra. Općenitije, pomak spektralnih linija elektromagnetskih valova prema većim valnim duljinama u spektru. Nastaje kad se izvor elektromagnetskih valova udaljava, što je brže udaljavanje izvor veći je crveni pomak (Dopplerov učinak) ili kad se izvor elektromagnetskih valova nalazi u snažnom gravitacijskom polju, a emitirani se valovi šire prema slabijem gravitacijskom polju. Kozmički crveni pomak odražava opće širenje svemira (Hubbleov zakon). Gravitacijski crveni pomak nastaje gubitkom energije fotona u gravitacijskome polju. Dokazan je Mössbauerovim učinkom i zapažen je u spektrima zvijezda s jakim gravitacijskim poljem.